# Колонія сірих чапель (Жмеринський район)
Колонія сірих чапель — зоологічна пам'ятка природи місцевого значення. Розташована у лісовому масиві між селами Діброва та Борщі Жмеринського району Вінницької області в долині р. Рів. Територія займає ділянку дубового насадження в урочищі «Шершнянська дубина» (Барське лісництво кв.23. діл.3,4,6). Оголошена відповідно до Рішення Вінницького облвиконкому від 20.08.1984 р. № 371.
За фізико-географічним районуванням України ця територія належить до Жмеринського району області Подільського Побужжя Дністровсько-Дніпровської лісостепової провінції Лісостепової зони. Характерними для цієї області є лісові й лучні остепнені ландшафти річкової заплави, тобто з геоморфологічної точки зору описувана територія являє собою заплавну терасу алювіальної акумулятивної рівнини.
Клімат території помірно континентальний, для нього характерне тривале, нежарке літо і порівняно недовга, м'яка зима. Середня температура січня становить — 6,5…-6°C, липня +19…+18,5 °C. Річна кількість опадів складає 500—525 мм.
За геоботанічним районуванням України ця територія належить до Європейської широколистяної області Подільсько-Бессарабської провінції Вінницького (Центральноєвропейського округу).
Колонія має велике науково-пізнавальне, естетичне та природниче значення в збагаченні орнітофауни області.
Сіра чапля за розмірами трохи більша за гуся, має довгі ноги й шию. Загальне забарвлення — сиво-сіра, голова і шия білі, по боках шиї чорні смуги, на голові над очима довгі чорні пір'я, крила чорні, груди й черевце білі. Тримається сіра чапля поодиноко, парами та групами, переважно біля водойм, особливо з деревною рослинністю по берегах. Птах перелітний, часто гніздиться колоніями. Гніздо влаштовує на дереві, в кладці 3–7 зелено-блакитних яєць.